# TRIGA

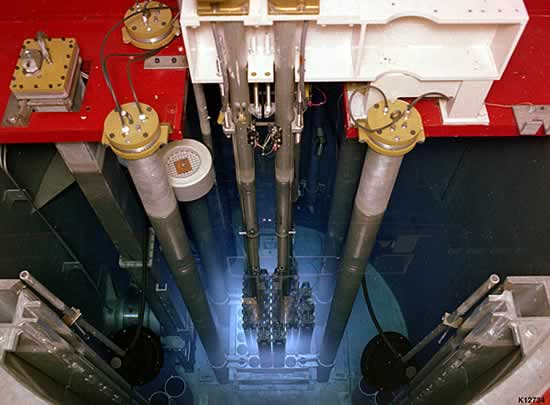
Bild på en TRIGA-reaktorhärd. Den blå glöden orsakas av Tjerenkovstrålning.

TRIGA (även skrivet Triga) är en typ av mindre kärnreaktor formgiven och tillverkad av General Atomics. Designteamet för TRIGA, vilket inkluderade Edward Teller, leddes av fysikern Freeman Dyson. Dyson säger att det kan vara en av de få reaktorer som någonsin har gjort en vinst för företaget, och att de finns på många universitetssjukhus. Sjuttio stycken existerar över hela världen.
TRIGA är en akronym för Training, Research, Isotopes, General Atomic (svenska: Träning, Forskning, Isotoper, General Atomics).

## Formgivning
TRIGA är en poolreaktor som kan installeras utan inneslutning, och är formgiven för att användas av vetenskapliga institutioner och universitet för ändamål såsom grundutbildning och forskarutbildning, privat kommersiell forskning, icke-destruktiv testning och isotopproduktion.
TRIGA använder uranzirkoniumhydrid (UZrH) som bränsle, som har en stor, snabb negativ reaktivitetsbränsletemperaturkoefficient, vilket innebär att reaktiviteten snabbt avtar varefter kärntemperaturen ökar. Det är alltså högst osannolikt, men inte omöjligt för en härdsmälta att inträffa. På grund av denna unika egenskap kan den säkert pulseras vid en effekt av 22 000 megawatt, även om det är en lågeffektreaktor. TRIGA var ursprungligen avsedd att drivas med höganrikat uran, men USA:s energidepartement lanserade år 1978 sitt program Research Test Reactors (RTR), vilket främjade reaktorkonversion till låganrikat uran som bränsle.

## Historia
TRIGA har utvecklats för att vara en reaktor som, för att citera Frederic de Hoffmann, chef för General Atomics, var avsedd att vara ”säker även i händerna på en ung student”. Edward Teller leddes en grupp unga kärnfysiker i San Diego under sommaren år 1956 för att utforma en reaktor som inte kunde, genom sin konstruktion, genomgå en härdsmälta. Formgivningen var till stor del ett förslag av Freeman Dyson. Prototypen för kärnreaktorn TRIGA (TRIGA Mark I) beställdes den 3 maj 1958 i San Diego och drevs fram till den togs ur bruk år 1997. Den har utsetts till ett kärnhistoriskt landmärke av American Nuclear Society (ANS).
Mark II, Mark III och andra varianter av TRIGA har därefter tagits fram, och totalt 35 TRIGA-reaktorer har installerats på platser över hela USA. Ytterligare 35 reaktorer har installerats i andra länder. Många av dessa anläggningar har föranletts av USA:s president Dwight D. Eisenhowers Atoms for Peace-politik år 1953, som syftade till att utvidga tillgången till kärnfysik i länder i den amerikanska intressesfären. Följaktligen kan TRIGA-reaktorer hittas i Puerto Rico, Rumänien, Slovenien, Thailand, Turkiet och Vietnam.
TRIGA International, ett samriskföretag mellan General Atomics och CERCA – ett dotterbolag till Areva av Frankrike – bildades år 1996. Sedan dess har TRIGA:s bränslepatroner tillverkats på CERCA:s anläggning i Romans-sur-Isère i Frankrike.
Nya TRIGA-installationer av General Atomics pågår i Marocko, Thailand och Rumänien.
Några av de viktigaste konkurrenterna till General Atomics i utbudet av forskningsreaktorer är Areva i Europa och INVAP i Argentina.

## Originalcitat
1. ↑  ”safe even in the hands of a young student”